# Эффект Максимовича — Калье
Эффект Максимо́вича — Калье́, Эффект Калье́ — явление различного прохождения через фотографический слой направленного и рассеянного световых потоков, порождающее неоднозначность результатов измерения оптической плотности фотоматериала.
В результате действия этого эффекта измеренная регулярная плотность D∥ проявленного галогеносеребряного изображения оказывается больше, нежели диффузная D∦.

## Причины
Эффект Калье обусловлен зернистостью — неоднородностью фотографического слоя. Поглощение света фотослоем сопровождается его рассеянием.
Отношение измеренных регулярной и диффузной плотностей называют коэффициентом Калье. Этот коэффициент может служить в качестве меры зернистости фотографического почернения. Для незернистых слоёв коэффициент Калье равен 1. Для крупнозернистых фотоплёнок он может достигать величины 1,8 — 1,9.

## Проекционная печать
При проекционной печати эффект Калье проявляется в том, что направленный конденсором фотоувеличителя световой поток поглощается сильно экспонированными участками негатива значительно сильнее, чем рассеянный матовым стеклом.
В результате применение (вместе с конденсором или вместо него) матового стекла позволяет проработать детали в области светов (благодаря снижению контраста в этой области), мало меняя контраст остального снимка.

## История
Впервые данное явление было отмечено русским учёным С. О. Максимовичем в 1907 году.
Позднее, в 1909 году бельгийский учёный А. Калье (фр. Callier) провёл количественные исследования и дал обоснование эффекта.